# Troupes de reconnaissance russes
Les troupes de reconnaissance russes (en russe : разведывательный войска) sont une composante des Forces terrestres russes (ainsi que des aéroportés et des troupes côtières), chargées du renseignement tactique (тактическая разведка). Le mot russe разведка, razvedka recouvre à la fois la reconnaissance et le renseignement (au sens espionnage). Les renseignements sont obtenus en interrogeant les habitants, les prisonniers et les transfuges (les « langues », HUMINT), en interceptant les émissions radio ou radar (SIGINT), en étudiant les documents, les équipements et les armes capturés et en effectuant des reconnaissances terrestres (reconnaissance blindée ou infiltration en profondeur) ou aériennes (avec des drones, IMINT). En fonction des missions, des unités de reconnaissance peuvent être subordonnées au GRU (le service de renseignement des Forces armées russes).
D'autres unités de reconnaissance des Forces armées russes dépendent de l'artillerie russe (pour le pointage), du GRU (les spetsnazs), de l'Armée de l'air (pour la reconnaissance aérienne) et des Forces spatiales (pour les satellites de reconnaissance). Pour mener leurs missions, les patrouilles disposent de blindés légers spécialisés, les « véhicules de reconnaissance de combat » (Боевая разведывательная машина, БРМ), tel que le БРМ-1K (BRM-1K, sur châssis de BMP-1), le БРМ-3К «Рысь» (BRM-3K Lynx, sur châssis de BMP-3), le БРДМ-2 (BRDM-2), le СБРМ SPM-1 GAZ-233034 (sur châssis de GAZ 2330 TIGR), etc. Le personnel est équipé d'appareils optiques, de senseurs thermiques, acoustiques ou sismiques, de radars et d'appareils de radiogoniométrie, de drones d'observation et de systèmes de positionnement par satellites (GLONASS).

## Unités organiques
L'état-major de chaque régiment, brigade ou division des Forces terrestres russes dispose d'un petit détachement de renseignement, chargé de l'analyse des données (comme ses homologues officiers G2 de l'OTAN), mais aussi du commandement des unités de reconnaissance.
Chaque régiment et brigade de fusiliers motorisés ou de chars dispose d'une compagnie de reconnaissance (разведывательная рота, abrégé en РР) se compose de deux (pour un régiment) ou trois (pour une brigade) pelotons de reconnaissance, et dispose d'un effectif de 50 à 80 personnes pour une dizaine de véhicules. Ces pelotons disposent théoriquement d'une section de chars légers amphibies PT-76 en appui feu.
Chaque division de fusiliers motorisés ou de chars comprend un bataillon de reconnaissance (отдельный разведывательный батальон, abrégé en ОРБ, environ 130 personnes), qui rassemble quatre compagnies : les deux premières de reconnaissance, la troisième de reconnaissance parachutiste (разведывательно-десантная рота, РДР), la quatrième de reconnaissance radio (радиотехнической разведки, РРТР), ainsi qu'une section de transmissions et une section de support (maintenance, transport et cuisine). D'autres bataillons sont à trois compagnies, la première de renseignement technique, la seconde radar et la troisième de reconnaissance.

## Brigades séparées

Emblème de la de reconnaissance.

En plus des unités organiques, intégrées en soutien d'autres troupes, il existe dans les Forces terrestres russes trois brigades séparées de reconnaissance, qui dépendent directement d'une armée.
La 96e brigade séparée de reconnaissance (96-я отдельная разведывательная бригада орбр), unité n° 52634, casernée à Nijni Novgorod (dépendant de la 1re armée de chars), a été créée le 26 décembre 2015 ; ses détachements ont combattu à Palmyre (dans le cadre de l'intervention militaire de la Russie en Syrie) et à Trostianets (près de Kharkiv, lors de l'invasion de l'Ukraine). Elle comprend :
- un bataillon de renseignement radio-électronique ;
- un bataillon de reconnaissance ;
- un bataillon de transmissions ;
- une compagnie de maintenance/réparation ;
- une compagnie de soutien logistique ;
- une escouade d'opérations psychologiques ;
- un peloton de défense NBC.

La 100e brigade séparée de reconnaissance (100-я отдельная разведывательная бригада «Сотка»), no 23511, basée à Mozdok en Ossétie du Nord (dans la 58e armée) est mise sur pied en 2009 ; ses détachements sont intervenus en 2014 pendant la guerre du Donbass. Elle regroupe :
- un bataillon d'assaut aéroporté ;
- un bataillon de reconnaissance ;
- un escadron de drones de reconnaissance (des Forpost) ;
- un escadron mixte d'hélicoptères ;
- une unité de renseignement de guerre radioélectronique ;
- une unité d'artillerie ;
- une unité de missiles antiaériens ;
- une unité de sécurité.

La 127e brigade séparée de reconnaissance (127-я отдельная разведывательная бригада), no 67606, est installée à Sébastopol en Crimée depuis l'automne 2014 ; elle fait partie du 22e corps d'armée, donc des troupes côtières de la marine russe. Elle est composée :
- un bataillon de reconnaissance :
  - une première compagnie de reconnaissance ;
  - une seconde compagnie de reconnaissance ;
  - une troisième compagnie de reconnaissance et de débarquement ;
  - une quatrième compagnie de moyens techniques de renseignement ;
- un bataillon de renseignement électronique :
  - une compagnie de renseignement électronique ;
  - une compagnie de guerre électronique ;
- un bataillon de transmissions ;
- une compagnie de drones (modèles Orlan et Leyer) ;
- une compagnie de soutien logistique ;
- une compagnie de maintenance ;
- une escouade d'opérations psychologiques ;
- un peloton du génie ;
- un groupe de reconnaissance NBC[4].